# 1742
El 1742 (MDCCXLII) fou un any comú començat en dilluns del calendari julià.

## Esdeveniments
Països Catalans
Resta del món
- 8 d'abril - A Dublín es representa per primera vegada El Messies de Haendel
- Construcció de la Porta de la Ciutadella de Montevideo
- S'identifica el carbonat de potassi
- Inici de les operacions de Whitbread, de servei de restauració
- Edificació de la Staatsoper Unter den Linden a Berlín
- Tractat de Berlín (1742)
- Es formula la Conjectura de Goldbach[1]
- Henry Fielding escriu Joseph Andrews
- Es crea l'escala de temperatura que usa el Grau Celsius com a unitat
- Revolta quítxua al Perú[2]

## Naixements
Països Catalans
- 24 de novembre, Barcelona: Antoni Capmany, empresari, catalanista i mecenes català.

Resta del món
- 14 d'agost, Marsella: Marie Allard, important ballarina francesa (m. 1802).[3]
- 9 de desembre: Carl Wilhelm Scheele, químic suec (m. 1786).
- 25 de desembre, Eisenach: Charlotte von Stein, dama de companyia, escriptora i amiga de Goethe i Schiller (m. 1827).[4]
- Seegräben, Zúric: Johann Heinrich Egli, músic suís

## Necrològiques
Països Catalans
Resta del món
- 14 de gener - Edmund Halley, matemàtic i astrònom.
- Lluïsa Elisabet d'Orleans.
- Pedro de Ribera, arquitecte espanyol.